# エミリオ・ボティン
エミリオ・ボティン＝サンス・デ・サウトゥオラ・イ・ガルシア・デ・ロス・リオス（スペイン語: Emilio Botín-Sanz de Sautuola y García de los Ríos、1934年10月1日 - 2014年9月9日）は、スペイン・サンタンデール出身の銀行家。
デウスト大学出身。サンタンデール銀行会長。サンタンデール銀行の会長職を引き継いだ当初はスペインにいくつもある規模の銀行に過ぎなかったが、ボティンの在任中にスペイン最大かつヨーロッパ有数の銀行となっている。

## 経歴
1934年、エミリオ・ボティンはカンタブリア地方のサンタンデールに生まれた。2人兄弟の2番目である。アストゥリアス地方のヒホンにあるイエズス会のインマクラーダ学院（全寮制寄宿学校）で学んだ後、バスク地方のビルバオにあるデウスト大学で法学と経済学を学んだ。
52歳だった1986年、ボティンは父親からサンタンデール銀行の会長職を引き継いだ。1993年にはバネスト（スペイン信用銀行）を吸収合併し、1999年にはセントラル・イスパノ銀行と合併してサンタンデール・セントラル・イスパノ銀行(BSCH)に改称した。この合併によってスペイン最大の銀行となり、セントラル・イスパノ銀行出身のホセ・マリア・アムサテギが2002年に引退するまで、アムサテギと共同で会長を務めた。
2004年にはイギリスのアビー・ナショナル銀行を買収し、時価総額においてヨーロッパで2番目の規模の銀行となった。ボティンは会長でありながら定期的に支店を訪問することで知られていた。2007年には名称をサンタンデール・セントラル・イスパノ銀行からサンタンデール銀行に戻している。
アメリカのグローバル・ファイナンス誌は毎年「バンク・オブ・ザ・ワールド」を選出しているが、ボティンが会長を務めるサンタンデール銀行は2012年までの7年間で3度も「バンク・オブ・ザ・ワールド」に選ばれた。ボティンは2014年9月9日にマドリードで死去した。死因は心臓発作。79歳だった。

## 家族

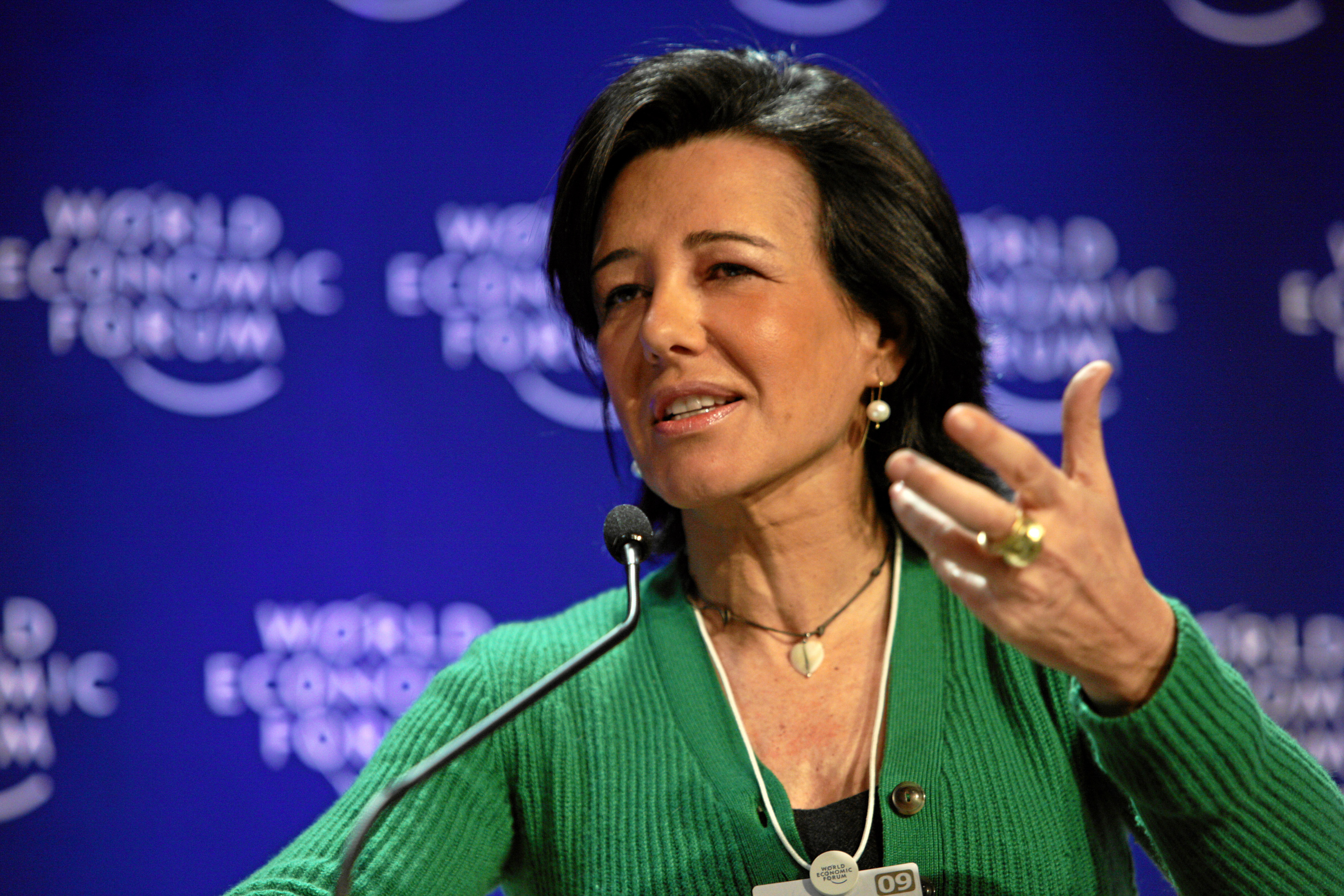
娘のアナ・ボティン

先祖にはアルタミラ洞窟の発見者となったマルセリーノ・サンス・デ・サウトゥオラがいる。父親は1903年1月18日生まれのエミリオ・ボティン・イ・サンス・デ・サウトゥオラ（息子と同じくエミリオ・ボティンと呼ばれる）であり、母親はアナ・マリア・ガルシア・デ・ロス・リオス・イ・カリェールである。
ボティンはピアニストのパロマ・オシェイと結婚し、6人の子どもを儲けた。娘のカルメン・ボティンは1988年にプロゴルファーのセベ・バレステロスと結婚したが、2004年に離婚している。
弟のハイメ・ボティンも銀行家であり、1990年代には兄が会長を務めるサンタンデール銀行の副会長を務めた。ハイメ・ボティンは美術品収集家としても知られており、パブロ・ピカソの『ほつれ髪の女性』などを所有していたが、2017年9月12日にはこの作品を違法に輸出しようとしたことで起訴され、この作品はスペイン当局に没収された。
末子のアナ・ボティンは父と同じく銀行家となった。2002年から2010年11月までバネストの社長を務め、2010年12月から父親の死去までサンタンデールUKの最高経営責任者(CEO)を務め、父親の死去後にサンタンデール銀行の会長に就任した。